# Meiritsu Racing Team
Meiritsu Racing Team var ett japanskt privat formel 1-stall som deltog i ett lopp 1977.
Kunimitsu Takahashi körde en Tyrrell-Ford i Japans Grand Prix 1977 och kom där på nionde plats.